# 아메리칸 링테일
아메리칸 링테일(American Ringtail, Sing-a-Ling)은 1998년 미국에서 발견된 희귀한 품종 중 하나로, 한 마리의 고양이가 분만 후에 살아남아 계속해서 번식하여 하나의 품종이 된 특수한 경우이다.

## 역사
아메리칸 링테일은 1998년에 꼬리가 등 위로 휘어지게 만드는 유전자 돌연변이를 가진 솔로몬이라는 이름의 야생 고양이로부터 시작되었다. 솔로몬의 주인인 Susan Manley는 1999년에 이 변형을 재현하기 위해 번식 프로그램을 시행했다. 이 품종은 여전히 실험 품종으로 간주된다. 2005년, 수잔은 몇몇 사육업자들과 함께 일하기 시작했고 순종과 도메스틱 쇼트헤어 고양이들과 함께 곱슬곱슬한 꼬리를 번식시켰다. 최근에, 그들은 랙돌과 교배되었다. 같은 해, 국제 고양이 협회(TICA)는 아메리칸 링테일 고양이를 “등록 전용” 지위로 인정했다. 오늘날 아메리칸 링테일은 여전히 희귀한 품종으로 간주되고 있는데, 그 이유는 링테일을 찾는 것이 어렵기 때문이다.

## 특징
이 고양이는 일부 근육질 몸매와 중간 크기의 긴 몸을 가지고 있는 것이 특징이다. 수컷의 몸무게는 보통 7kg에 이르며, 암컷의 몸무게는 5kg에 불과하다.
이 품종에서 매우 드문 특징은 다른 품종 꼬리의 어떤 근육보다 강한 많은 근육을 포함하는 링테일이다. 근육은 꼬리가 곱슬거리는 아랫부분에서 더 크고 튼튼하며, 꼬리의 나머지 부분은 비슷하다. 곱슬거리는 꼬리는 고양이의 등과 같은 길이를 가져야 하며, 고양이는 종종 꼬리를 사용하여 주인과 의사소통하고 나무에서 내려오는 동안 균형을 유지한다.
이 품종은 보통 어두운 색을 띤다. 번식을 통해, 겉모습은 최대 3가지 색상의 두꺼운 이중층 털로 발달할 수 있다. 아메리칸 링테일의 발은 중간 크기이고 비교적 긴 발가락을 가지고 있어 나무에 오르고 더 넓게 퍼지면서 자유롭게 놀 수 있다.